# Anne Elizabeth Baker
Anne Elizabeth Baker (Northampton, 16 de junho de 1786 — Northampton, 22 de abril de 1861) foi uma filologista, historiadora e ilustradora britânica.